# Bustamante (Nuevo León)
Bustamante es una localidad del estado mexicano de Nuevo León. Es cabecera del Bustamante. Desde abril de 2024 es uno de los cinco Pueblos Mágicos del estado de Nuevo León.

## Demografía
| Censo | Población |
| ----- | --------- |
| 1900  | 3 341     |
| 1910  | 2 895     |
| 1921  | 2 960     |
| 1930  | 2 602     |
| 1940  | 2 606     |
| 1950  | 3 115     |
| 1960  | 2 334     |
| 1970  | 2 673     |
| 1980  | 2 972     |
| 1990  | 2 782     |
| 1995  | 3 098     |
| 2000  | 3 294     |
| 2005  | 3 154     |
| 2010  | 3 640     |
| 2020  | 3 524     |